# Serhij Plochij
Serhij Mykolajovyč Plochij (in ucraino Сергій Миколайович Плохій?; in russo Серге́й Никола́евич Пло́хий?, Sergej Nikolaevič Plochij; Nižnij Novgorod, 23 maggio 1957) è un docente e storico ucraino, professore di storia ucraina all'Università di Harvard, dove è anche direttore dell'Harvard Ukrainian Research Institute.

## Biografia
Serhij Plochij è nato a Nižnij Novgorod, Gorgik, nell'Unione Sovietica. Ha trascorso la sua infanzia e gli anni scolastici a Zaporižžja, in Ucraina, dove la sua famiglia è tornata subito dopo la sua nascita. 
Plochij ha conseguito la laurea in storia e scienze sociali presso l'Università di Dnipropetrovsk (1980), dove ha studiato con i professori Mykola Koval's'kyj e Jurij Mycyk, e presso l'Università russa dell'amicizia dei popoli (1982), specializzandosi in storiografia e studi sulle fonti. Ha conseguito la laurea in storia presso l'Università Nazionale Taras Ševčenko di Kiev nel 1990. 
Tra il 1983 e il 1991, Plochij ha insegnato all'Università di Dnipropetrovsk, dove è stato promosso al grado di professore ordinario e ha ricoperto una serie di posizioni amministrative durante la perestrojka. Nel 1996, dopo una serie di visite come quella di Ramsey Tompkins,  docente di storia russa presso l'Università di Alberta, Plochij è entrato a far parte dello staff dell'Istituto canadese di studi ucraini dell'università, dove ha fondato il programma di ricerca su religione e cultura. Come parte del Centro Peter Jacyk per la ricerca storica ucraina, ha partecipato alla pubblicazione della traduzione in lingua inglese della Storia dell'Ucraina-Rus' di Mychajlo Hruševs'kyj.
Nel 2007, Plochij è stato nominato "professore di Mychajlo Hruševs'kyj" di storia ucraina ad Harvard. Dal 2013 è direttore dell'Istituto di ricerca ucraino di Harvard (in inglese: Harvard Ukrainian Research Institute), dove guida un gruppo di studiosi che lavorano su MAPA: The Digital Atlas of Ukraine, un progetto online basato su GIS. 
La ricerca e la scrittura di Plochij riguardano la storia intellettuale, culturale e internazionale dell'Europa orientale, con particolare attenzione all'Ucraina. La sua prima monografia, The Papacy and Ukraine, fu tra i pochi libri pubblicati in Unione Sovietica a trattare la storia del papato come argomento accademico piuttosto che oggetto di propaganda atea. Tra i contributi più noti di Plochij allo studio della prima storia moderna c'è The Origins of the Slavic Nations, un'ampia rassegna della storia della regione che rifiuta le idee primordialiste che postulano l'esistenza di una o tre nazionalità slave orientali russe, ucraine e bielorusse prima dell'ascesa del nazionalismo. Invece, propone uno schema alternativo di sviluppo delle identità pre-moderne degli slavi orientali.
La ricerca di Plochij sulla storia dell'era della Guerra Fredda ha portato alla pubblicazione di Yalta: The Price of Peace e The Last Empire, dove Plochij ha sfidato l'interpretazione del crollo dell'Unione Sovietica come una vittoria americana nella Guerra Fredda, sostenendo invece che l'Ucraina e la Russia erano le due repubbliche responsabili della fine dell'Unione Sovietica.

## Riconoscimenti e premi
I libri di Plochij sono stati tradotti in diverse lingue, tra cui albanese, bielorusso, cinese (classico e semplificato), estone, greco, finlandese, coreano, lituano, polacco, portoghese, rumeno, russo, spagnolo e ucraino, e ha vinto numerosi premi e riconoscimenti.
- The Last Empire: The Final Days of the Soviet Union ha vinto il Lionel Gelber Prize 2015 per il miglior libro di saggistica al mondo in inglese su questioni globali e il Pushkin House (Londra, Regno Unito) Russian Book Prize 2015. Chernobyl ha vinto il Baillie Gifford Prize 2018 (ex Samuel Johnson Prize).

- Nel 2009, Plochij ha ricevuto il Early Slavic Studies Association Distinguished Scholarship Award e nel 2013 è stato nominato Walter Channing Cabot Fellow presso la Facoltà di Arti e Scienze dell'Università di Harvard per l'eminenza accademica nel campo della storia. Nel 2015 Serhij Plochij ha ricevuto il premio Antonovyč, e nel 2018 il Premio Nazionale Ševčenko (Ucraina).

## Opere
- The Cossacks and Religion in Early Modern Ukraine, Oxford University Press, 2002. ISBN 978-0-19-924739-4
- Tsars and Cossacks: A Study in Iconography, Ukrainian Research Institute, Harvard University, 2003. ISBN 978-0-916458-95-9
- (con Frank E. Sysyn), Religion and Nation in Modern Ukraine, Canadian Institute of Ukrainian Studies, 2003. ISBN 978-1-895571-36-3
- Unmaking Imperial Russia: Mykhailo Hrushevsky and the Writing of Ukrainian History, University of Toronto Press, 2005. ISBN 978-0-8020-3937-8
- The Origins of the Slavic Nations: Premodern Identities in Russia, Ukraine and Belarus, Cambridge University Press, 2006. ISBN 978-0-521-86403-9
- Ukraine and Russia: Representations of the Past, University of Toronto Press, 2008. ISBN 978-0-8020-9327-1
- Yalta: The Price of Peace, Viking Adult, 2010. ISBN 0-670-02141-5
- The Cossack Myth: History and Nationhood in the Age of Empires, Cambridge University Press, 2012. ISBN 978-1107022102
- The Last Empire: The Final Days of the Soviet Union,  New York, Basic Books, 2014. ISBN 978-0-465-05696-5
- The Gates of Europe: A History of Ukraine, New York, Basic Books, 2015. ISBN 978-0-465-05091-8
- Lost Kingdom: The Quest for Empire and the Making of the Russian Nation, New York,  Basic Books, 2017. ISBN 978-0-465-09849-1
- Chernobyl: History of a Tragedy, Londrfa, Allen Lane, 2018.
- Forgotten Bastards of the Eastern Front, Oxford, Oxford University Press, 2019. ISBN 978-0190061012
- Nuclear Folly: A History of the Cuban Missile Crisis, New York, W. W. Norton & Company, 2021. ISBN 978-0-393-54081-9
- The Frontline: Essays on Ukraine's Past and Present, Cambridge, MA: Ukrainian Research Institute, Harvard University, 2021. ISBN 978-0-674-26882-1
- Atoms and Ashes: A Global History of Nuclear Disaster, New York, W. W. Norton & Company, 2022. ISBN 978-1-324-02104-9, it Atomi e cenere. Dall'atollo di Bikini a Fukushima, storia di sei disastri nucleari, 2024, trad. Roberto Serrai, Mondadori, ISBN 978 88 04 76474 8